# 古德里奇公司
古德里奇公司（Goodrich Corporation）是美国一家航空航天产品制造商，总部位于北卡罗来纳州夏洛特。

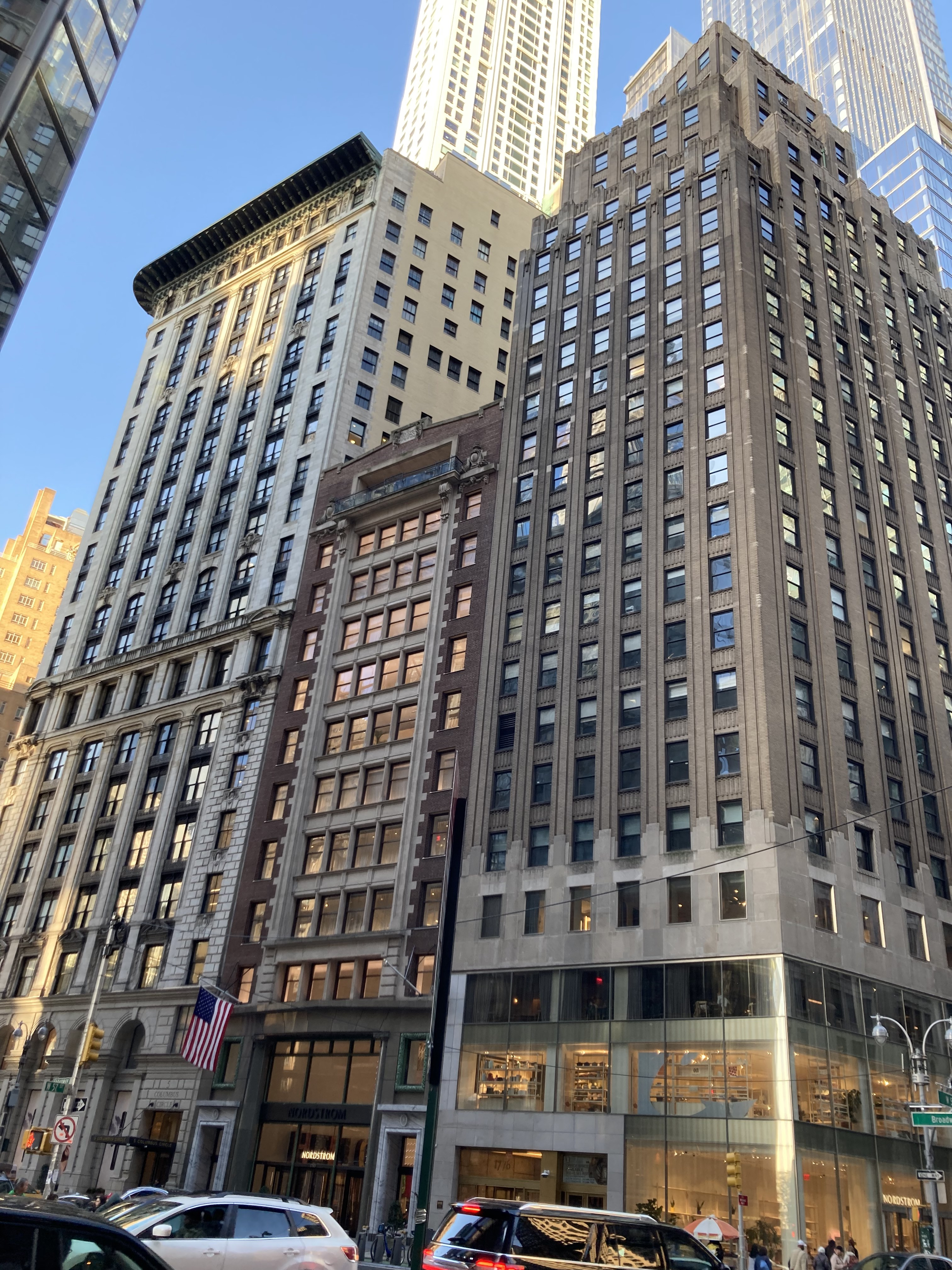
12层的古德里奇公司-纽约分公司原址的老建筑

古德里奇于2012年被联合技术公司收购。

## 历史
1869年，本杰明·古德里奇收购了位于纽约州哈得孙河畔黑斯廷斯的哈得孙河橡胶公司。次年，古德里奇接受了来自俄亥俄州阿克伦市民提供的13,600美元，将生意迁至于此并建立了古德里奇·图公司。1880年，公司更名为B·F·古德里奇公司。
1909年，在纽约的百老汇大街1780号，建立了纽约分公司。12楼的建筑外墙样式受到雅各布-伊丽莎白复兴风格（Jacobean Revival）和维也纳分离派的影响，如今成为纽约老建筑地标之一。
1936年，B·F·古德里奇与欧斯卡迪公司（现大陆集团一部分）联手进入墨西哥市场。第二次世界大战期间，B·F·古德里奇在美国军事合同承包商中位列第67名 。
1946年，B·F·古德里奇收购了韦科飞机公司位于俄亥俄州特洛伊的工厂，从此开始生产飞机轮胎和刹车，并成为公司的核心业务。其竞争对手包括霍尼韦尔、梅西耶-布加迪和斯奈克玛公司。
1980年代，B·F·古德里奇公司更名为BF古德里奇公司。到1986年，BF古德里奇已是标准普尔500指数的上市公司之一，业务主要包括轮胎与橡胶。8月，BF古德里奇轮胎业务部门与其最大竞争对手之一的尤尼罗亚尔公司合并成立尤尼罗亚尔·古德里奇轮胎公司，成为世界最大的轮胎与橡胶生产商之一。BF古德里奇持有合资公司百分之五十的股份。
1987年，在运营第一年，新公司销售收入20亿美元，利润3500万美元。然而，这次合并很快被证明充满了困难。1988年6月，BF古德里奇将其持有的百分之五十股份以2.25亿美元出售。买家是以纽约克莱顿与杜比利埃投资公司为首的投资人集团。与此同时，BF古德里奇获得直接收购轮胎公司百分之七股分的许可。
同年，米其林公司向尤尼罗亚尔·古德里奇轮胎公司提出收购建议并开始收购股票。到1990年5月，米其林从克莱顿与杜比利埃投资公司完全收购了尤尼罗亚尔·古德里奇轮胎公司，这场交易价值15亿美元。BF古德里奇将其持有的百分之七股份以3250万美元的价格出售给米其林。
至此，BF古德里奇完全退出轮胎业务。与此同时，开始计划通过收购和投资建立化工和航空业务。1997年，BF古德里奇收购发动机短舱制造商罗尔公司，进入飞机零件领域。1999年，收购位于北卡罗来纳州夏洛特的起落架制造商科尔科技工业公司，并将总部迁至夏洛特。2001年，BF古德里奇将其化工业务剥离，专注于航空航天与工业产品制造。同时，公司更名为古德里奇公司并启用新LOGO。
2002年10月，古德里奇收购天合公司航空业务部门。该部门的前身为卢卡斯航空航天公司，业务以英国和法国为主。
2011年9月，联合技术公司宣布一项184亿美元收购古德里奇的交易计划。2012年7月26日，收购完成，古德里奇与汉胜公司合并成立联合技术航空航天系统公司。